# Long Jinbao
Long Jinbao (chinesisch 龙金宝; * 8. November 2000) ist ein chinesischer Speedkletterer.

## Karriere
Im April 2019 trat Long Jinbao erstmals im Kletterweltcup an; er wurde in Chongqing Zehnter. In Villars stand er am 2. Juli 2022 als Drittplatzierter erstmals auf dem Podest. Nur eine Woche später gewann er in Chamonix seinen ersten Weltcup.
Bei den Weltmeisterschaften im August 2023 in Bern gewann er die Silbermedaille und qualifizierte sich so für die Olympischen Sommerspiele 2024 in Paris. Dort belegte er den elften Platz.